# أندرو جوزيف راسل
أندرو جوزيف راسل (بالإنجليزية: Andrew J. Russell) (و. 1829 – 1902 م) هو مصور أمريكي، ولد في ولبوول، توفي في بروكلين، عن عمر يناهز 73 عاماً.